# 北海道電力ネットワーク
北海道電力ネットワーク株式会社（ほっかいどうでんりょくネットワーク）は、北海道札幌市中央区に本店を置き、北海道を供給区域とする一般送配電事業者。北海道電力の100%子会社。略称は、ほくでんネットワーク、北電ネットワーク、北電ネット、北海道電力NW、北海道NW。

## 概要
当社は、送電線、変電所、配電線などの送配電網を維持・運用し、発電事業者、小売電気事業者のような事業者を相手に送配電サービスを提供する会社である。電気事業法の大改正（電力システム改革）によって、2020年（令和2年）4月以降、一般送配電事業の中立性の確保のため、発電事業や小売電気事業を営む電気事業者が一般送配電事業を兼営することが原則、禁止された。このため、北海道電力は、自社の一般送配電事業の引き継ぎ先として当社を設立し、一般送配電事業などを当社に移管した。

## 事業内容

北海道電力ネットワークは一般送配電事業者として、発電事業者から引き取った電気を北海道の需要家まで送り届け、発電事業者・小売電気事業者から託送料金を徴収する。

当社は、経済産業省の許可を受け、北海道一円を供給区域として一般送配電事業を営む。北海道の面積は、北方領土を含めて83,424 km2であるが、供給区域の面積は北方領土を除いた78,421 km2であり、日本の一般送配電事業者10社の供給区域のうちでは、東北電力ネットワーク（79,531 km2）に次ぐ第2位である。
送配電網の維持
道内（一部は青森県内）の8千km超の送電線、4百箇所近い変電所、7万km近い配電線などの送配電網を維持する。発電事業者や小売電気事業者から接続申込みがあれば、引込線、電力量計などを設置し、発電設備や需要家の負荷設備を送配電網に接続する。事故・災害時は、故障箇所を特定し、復旧する。
系統運用
北海道の電力系統の周波数・電圧を維持し、電気の安定供給を確保するため、発電・送電・電力需要の状況を監視し、電力の発生や流通を制御する。
託送供給
託送契約者のために、ある地点で送配電網に電気を受け入れると同時に、別の地点で送配電網から電気を供給し、対価として託送料金を徴収する。要すれば電気の宅配サービスである。託送契約者は主に小売電気事業者であり、発電所で発生した電気を需要家（小売電気事業者の顧客）が電気を使用する地点まで送るために託送供給を利用する。
離島等供給
礼文島（礼文郡礼文町）、利尻島（利尻郡利尻町・利尻富士町）、焼尻島・天売島（苫前郡羽幌町の一部）、奥尻島（奥尻郡奥尻町）の需要家に対して、小売電気事業者を介することなく電気を販売・供給する。
また、道内に固定価格買取制度の認定を受けた再生可能エネルギー発電設備を有する者と契約し、一定期間、電気を固定価格で買い取る。買い取った電気は、自社で使用する分以外は、希望する小売電気事業者に時価で卸供給する。

## 拠点
札幌市中央区の北海道電力本店ビルに本店を置き、道内5都市に統括支店を置く。統括支店（道南統括支店を除く）の下に1か所または2か所の支店を置く。統括支店・支店（室蘭支店を除く）の下にネットワークセンターを置く。2023年（令和5年）3月までは統括支店・支店の区別はなく、道内10支店体制であった。
| 名称           | 名称           | 所在地   | 管轄エリア（概略）       | ネットワークセンター                               |
| -------------- | -------------- | -------- | ------------------------ | -------------------------------------------------- |
| 道北統括支店   | 道北統括支店   | 旭川市   | 上川・留萌・宗谷         | 稚内・浜頓別・天塩・羽幌・名寄・留萌・深川・富良野 |
|                | 北見支店       | 北見市   | オホーツク               | 紋別・遠軽・網走・斜里                             |
| 道央統括支店   | 道央統括支店   | 札幌市   | 石狩                     | 札幌北・札幌西・札幌東・札幌南・千歳               |
|                | 岩見沢支店     | 岩見沢市 | 空知                     | 滝川・栗山                                         |
| 小樽支店       | 小樽市         | 後志     | 余市・岩内・寿都・倶知安 |                                                    |
| 道東統括支店   | 道東統括支店   | 帯広市   | 十勝                     | 足寄・新得・池田・大樹                             |
|                | 釧路支店       | 釧路市   | 釧路・根室               | 中標津・弟子屈・根室                               |
| 道央南統括支店 | 道央南統括支店 | 苫小牧市 | 胆振東部・日高           | 富川・日高・静内・浦河                             |
|                | 室蘭支店       | 室蘭市   | 胆振西部                 | （なし）                                           |
| 道南統括支店   | 道南統括支店   | 函館市   | 渡島・檜山               | 八雲・江差・福島                                   |

## 設備

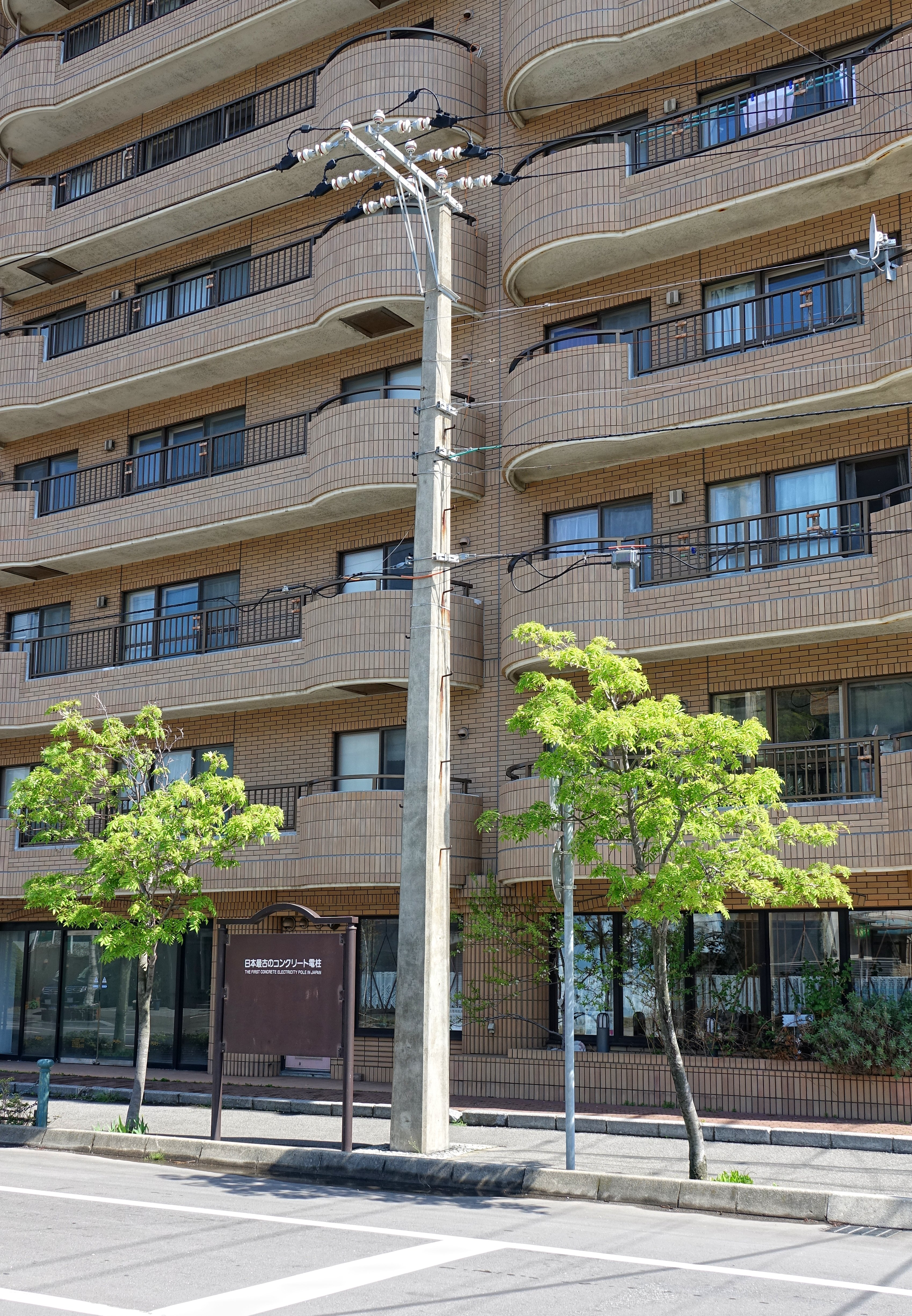
日本最古のコンクリート電柱。1923年（大正12年）に函館市内に設置された。1世紀を経ても現役で、2020年（令和2年）4月以降は北海道電力ネットワークの資産である。

北海道電力ネットワークが2020年（令和2年）4月に発足した時点の設備の概要は、以下のとおりである。
- 内燃力発電設備　発電所４箇所、発電設備容量17,210 kW
- 送電設備　送電線亘長8,457 km、支持物（鉄塔など）45,611基
- 変電設備　変電所402箇所
- 配電設備　配電線亘長68,321 km、支持物（電柱など）1,484,189基

当社の送配電設備で採用する標準周波数は、50 Hz、電圧階級は、275 kV、187 kV、66 kV、33 kV、22 kVである。一部の系統には、110 kV、100 kVを採用する。本州・四国・九州の主要な送電線は500 kVであるが、北海道に500 kVの送電線はない。
当社の送配電網は、北海道本島に広がる本系統と、本系統とは分離した四つの離島系統に分けられる。離島系統は、北から順に、礼文系統（礼文島）、利尻系統（利尻島）、焼尻系統（焼尻島・天売島）、奥尻系統（奥尻島）である。焼尻島と天売島との間には、5.5 kmの海底ケーブルが敷設されており、両島の電力系統は一体である。

### 本系統
本系統の中心にあるのが、札幌都市圏を概ね取り囲む275 kVの道央ループ系統である。これは、西野変電所（札幌市西区）-道央北幹線（亘長32.93 km）-西当別変電所（石狩郡当別町）-道央東幹線（亘長91.96 km）-南早来変電所（勇払郡安平町）-道央南幹線（亘長73.92 km）-西双葉開閉所（虻田郡喜茂別町）-道央西幹線（亘長40.86 km）-西野変電所というルートの全長240 km弱の環状線である。1978年（昭和53年）に建設を始め、2005年（平成17年）に完成した。
道央ループには、放射状をなす重要な送電線が接続する。北新得変電所（上川郡）からの275 kV狩勝幹線（亘長114.25 km）は、南早来変電所でループに接続する。北斗変換所（北斗市）からの275 kV道南幹線（亘長172.70 km）は、西双葉開閉所でループに接続する。
道内唯一の原子力発電所である泊発電所は、2ルートの275 kV送電線で道央ループに連系する。西野変電所に達する泊幹線（亘長66.95 km）と、西双葉開閉所に達する後志幹線（亘長66.36 km）である。後志幹線の途中からは京極幹線（亘長2.38 km）が分岐し、その先には純揚水式の京極発電所がある。
苫東厚真発電所（石炭火力発電所、勇払郡厚真町）と石狩湾新港発電所（LNG火力発電所、小樽市）も、275 kV送電線で道央ループに連系する。
187 kV送電線の主なものは、函館幹線（北七飯変電所-双葉開閉所、亘長164.01 km）、道北幹線（旭川嵐山開閉所-西当別変電所、亘長123.39 km）、道東幹線（宇円別変電所-北新得変電所、亘長109.96 km）、室蘭西幹線（室蘭変電所-西札幌変電所、亘長104.46 km）である。また、北海道電力の設備ではないが、電源開発（Jパワー）の187 kV十勝幹線（亘長214.4 km）が同社の足寄変電所（足寄郡足寄町）から北海道電力の南札幌変電所（札幌市豊平区）に達する。

#### 北本連系設備・新北本連系設備
北海道の電力系統と本州の50 Hz系統とは、2ルートで連系する。両系統間の連系には、直流連系が採用された。
第1のルートは、電源開発送変電ネットワークの北本連系設備であり、北海道電力ネットワークの七飯発電所（亀田郡七飯町）と東北電力ネットワークの上北変電所（青森県上北郡七戸町）とを結ぶ。函館変換所（函館市）と上北変換所（上北郡東北町）との間が直流±250 kVの北本直流幹線（亘長167.4 km）である。途中、函館市と青森県下北郡大間町との間で、直流の海底ケーブルによって津軽海峡の下をくぐる。1979年（昭和54年）12月に125 kV単極、150 MWで運用を開始し、翌年6月に250 kV単極、300 MWに増強された。その後、ケーブルを1本追加し、1993年（平成5年）3月からは、±250 kV双極で600 MWが送電できるようになった。
第2のルートは、北海道電力ネットワークの新北本連系設備（300 MW）である。北斗市と青森県東津軽郡今別町に直流・交流の変換設備（変換所）を設け、両変換所間を直流250 kV単極の北斗今別直流幹線（亘長122 km）で結んだ。津軽海峡の下をくぐる区間は、青函トンネル内に直流ケーブルを敷設した。
以上の2ルートにより、北海道エリアと東北エリアの間で最大900 MW（90万kW）の電力を融通することができる。これは、北海道電力の泊発電所3号機の電気出力912 MWに匹敵する。

#### 今後の計画
日本全国の電気事業者が参加して全国レベルの計画を策定する電力広域的運営推進機関は、北本連系設備をさらに300 MW増強する計画を検討している。2019年（平成31年）4月時点では、新北本連系と同じ北斗-今別ルートで、概算工事費430億円、工期5年を見込む（第6回 電力レジリエンス等に関する小委員会）。

### 離島系統
北海道の有人離島は、北方領土を除くと、礼文島、利尻島、焼尻島、天売島、奥尻島、厚岸小島の6島である。このうち、厚岸小島は、本土から伸びる1.4 kmの海底ケーブルで電気の供給を受けており、電気的には本系統と一体である。残りの5島が本系統から隔絶した4個の単独系統を形成する。
礼文島は、人口約2,500の離島である。主力電源は、礼文発電所（内燃力発電所）である。これとは別に、三菱電機が「電源調達入札制度」を使って運営する内燃力発電所がある（1,210 kW、契約期間は、2004年（平成16年）7月1日から15年間）。
利尻島は、人口約5,000の離島である。島内の総需要は、最大で数千kWであり、主力電源は、内燃力発電の沓形発電所である。離島の小規模単独系統に風力発電所を連系した場合の影響・効果を調べるため、2001年（平成13年）に250 kWの風車1基が建設された（利尻カムイ発電所）。
| 名称             | 種類   | 出力（kW） | 所在地                     |
| ---------------- | ------ | ---------- | -------------------------- |
| 礼文発電所       | 内燃力 | 4,450      | 礼文郡礼文町（礼文島）     |
| 鴛泊発電所       | 水力   | 170        | 利尻郡利尻富士町（利尻島） |
| 沓形発電所       | 内燃力 | 7,650      | 利尻郡利尻町（利尻島）     |
| 利尻カムイ発電所 | 風力   | 250        | 利尻郡利尻町（利尻島）     |
| 清川発電所       | 水力   | 75         | 利尻郡利尻富士町（利尻島） |
| 焼尻発電所       | 内燃力 | 1,110      | 苫前郡羽幌町（焼尻島）     |
| 奥尻発電所       | 内燃力 | 4,000      | 奥尻郡奥尻町（奥尻島）     |
| ホヤ石川発電所   | 水力   | 170        | 奥尻郡奥尻町（奥尻島）     |

## 沿革
2013年（平成25年）4月、第2次安倍内閣は、「電力システムに関する改革方針」を閣議決定した。この方針に沿って、内閣は、2013年（平成25年）から2015年（平成28年）にかけて、電気事業法の大幅な改正案を3回に分けて国会に提出し、改正案は全て成立した。電力システム改革である。
第2弾の改正により、2016年（平成28年）4月、電気の小売が全面的に自由化されるとともに、一般電気事業者という類型が廃止された。従来、一般電気事業者として道内で発電・送配電・小売の全てを手掛けてきた北海道電力は、改正電気事業法では、発電事業者 兼 一般送配電事業者 兼 小売電気事業者と位置付けられた。一般送配電事業は許可制として、北海道電力が道内の送配電網をほぼ独占することになった。
改正電気事業法のもと、発電と小売の分野で様々な事業者が公平な条件で健全な競争を行うためには、実質的に地域独占の一般送配電事業者が全ての発電事業者・小売電気事業者に対して中立の立場で、これらの事業者に公平に送配電サービスを提供することが必要である。一般送配電事業者による発電事業や小売電気事業の兼営は、一般送配電事業の中立性の確保を難しくするため、第3弾の改正で、これを禁止することになった。
このため、旧一般電気事業者各社は、一般送配電事業を子会社に移管するなど、第3弾改正の施行に対応する必要に迫られた。北海道電力でも、一般送配電事業を子会社に移管する準備として、2018年（平成30年）4月、社内に送配電カンパニーを設置した。その後、送配電カンパニーの事業を2020年4月に子会社に移管する方針を正式に決定し、発表した。この方針に従い、2019年（平成31年）4月1日、北海道電力の100%子会社として、北海道電力送配電事業分割準備株式会社（準備会社）が設立された。同社の初代社長には、当時、送配電カンパニー社長であった藤井裕（現・北海道電力社長）が就任した。
同月、北海道電力と準備会社との間で、吸収分割契約が結ばれた。同年6月、北海道電力の株主総会で、この契約が承認された。したがって、この契約が発効した2020年（令和2年）4月、北海道電力から準備会社に送配電カンパニーの事業が移管され、準備会社は北海道電力ネットワーク株式会社に商号を変更した。